# Буличово (Благовіщенський район)
Буличо́во (рос. Булычёво, башк. Булычев) — присілок у складі Благовіщенського району Башкортостану, Росія. Входить до складу Бедеєво-Полянської сільської ради.
Населення — 33 особи (2010; 32 в 2002).
Національний склад:
- росіяни — 97 %